# Escape (Kongos)
Escape è un singolo del gruppo musicale sudafricano Kongos, quarto estratto dall'album Lunatic, pubblicato nel 2012.
Il brano è stato scritto da Jesse (musica e testo) e Johnny Kongos (musica).

## Tracce
Versione sudafricana (Tokoloshe Records)
Testi e musiche di Jesse Kongos.
1. Escape – 4:33
2. Escape (Z.O.W. Remix - Radio) – 4:07
3. Escape (Z.O.W. Remix - Extended) – 5:49

## Formazione
- Jesse Kongos - voce, batteria
- Dylan Kongos - basso, chitarra acustica, cori
- Johnny Kongos - tastiere
- Daniel Kongos - chitarra elettrica